# Herb Thomas
Herbert „Herb” Watson Thomas (ur. 6 kwietnia 1923 roku w Olivii, zm. 9 sierpnia 2000 roku w Sanford) – amerykański kierowca wyścigowy, dwukrotny mistrz głównej serii NASCAR.
Urodził się w małym mieście Olivia w północnej Karolinie. Pracował tam, jako rolnik, a także w tartaku. W 1940 roku zaczął interesować się wyścigami. W 1949 zaliczył debiut w głównej serii NASCAR, Strictly Stock, biorąc udział w czterech wyścigach. W następnym roku zaliczył już 13 wyścigów, oraz odniósł pierwsze zwycięstwo na torze Martinsville Speedway prowadząc swojego Plymoutha. Początek roku 1951 nie przyniósł wielkich rezultatów, dlatego Thomas, namówiony przez innego kierowcę, Marshalla Teague, zmienił samochód na Hudsona Horneta nazwanego „Fabulous Hudson Hornet”. Został szefem zespołu, w którym sam się ścigał. Zwycięstwo w wyścigu Southern 500 było pierwszym z sześciu Thomasa w tym samochodzie i siódmym w sezonie (jedno zwycięstwo zdobyte samochodem Oldsmobile). Dzięki temu Herb Thomas został mistrzem serii.
W 1952 roku wystawił swój samochód dla braci Fonty'ego i Tima Flocków. Razem wygrali osiem wyścigów, a mistrzem został młodszy z braci, Tim. W następnym roku Thomas powrócił do rywalizacji, wygrał dwanaście wyścigów, i jako pierwszy, zdobył drugi tytuł mistrza serii Grand National. W 1954 roku wygrał Southern 500 i został pierwszym kierowcą, który dwukrotnie zwyciężał na owalu Darlington, ale tytuł powędrował w ręce regularniej jeżdzącego Lee Petty'ego. W kolejnym sezonie zamienił szczęśliwego Hudsona Hormeta na samochody Buick oraz Chevrolet.
Po poważnym wypadku na torze Charllote powrócił do ścigania się po sześciu miesiącach od tego wydarzenia. Udało mu się wygrać trzy wyścigi, w tym po raz trzeci na Darlington, i zajął piąte miejsce w mistrzostwach. W 1957 roku rozpoczął starty dla innego zespołu, Yunick, z którym wygrał jeden wyścig, a następnie przeszedł do Carl Kiekhaefer, pierwszego profesjonalnego zespołu wyścigowego w NASCAR. Ostatecznie jednak wrócił do prowadzenia własnego zespołu. Ukończył sezon na drugim miejscu z pięcioma zwycięstwami na koncie. W wypadku na torze w Shelby w Karolinie Północnej został poważnie ranny. W 1957 wystartował jeszcze w dwóch wyścigach, a w 1962 roku w jednym, po czym ostatecznie zakończył karierę. Zdobył dwa tytuły mistrza głównej serii NASCAR - Grand National oraz wygrał 48 wyścigów.
Zmarł w Sanford w Północnej Karolinie 9 sierpnia 2000 roku w wieku 77 lat na zawał serca. W 1994 roku trafił do International Motorsports Hall of Fame, a w 1998 został wybrany jednym z pięćdziesięciu najlepszych kierowców NASCAR (NASCAR's 50 Greatest Drivers).
Ma młodszego brata, Donalda, który także jest kierowcą wyścigowym, który wystartował w 79 wyścigach w latach 1950-56. W 1952 roku wygrał wyścig Lakewood Speedway na torze Atlanta zostając najmłodszym w historii zwycięzcą wyścigu. Rekord ten został pobity przez Kyle Buscha w 2005 roku.
Herb Thomas zainspirował twórców filmu Auta do stworzenia postaci „Doc Hudsona”.